# عبدالرحمن القحطانی
عبدالرحمن القحطانی (عربی: عبدالرحمن علي القحطاني؛ زادهٔ ۲۲ مهٔ ۱۹۸۳) یک ورزشکار اهل عربستان سعودی است.
از باشگاه‌هایی که در آن بازی کرده‌است می‌توان به باشگاه فوتبال الاتفاق عربستان سعودی، باشگاه فوتبال النصر عربستان سعودی، باشگاه فوتبال الاتحاد، باشگاه فوتبال الاتفاق عربستان سعودی، باشگاه فوتبال الفتح عربستان سعودی، و تیم ملی فوتبال عربستان سعودی اشاره کرد.
وی همچنین در تیم ملی فوتبال عربستان سعودی بازی کرده است.